# Enfield (Ierland)
Enfield is een plaats in het Ierse graafschap Meath. Het dorp ligt in het zuiden van het graafschap, tegen de grens met Kildare. 

## Vervoer
Enfield ligt aan de spoorlijn Dublin - Sligo. In het verleden had het station tevens een verbinding met Edenderry. Over de weg wordt het dorp ontsloten door de R148, in het verleden de N4, de hoofdroute tussen Dublin en Sligo die nu via een bypass het dorp links laat liggen.